# Élie Gintrac
Élie Gintrac, né le 9 novembre 1791 à Bordeaux (France) et mort le 10 décembre 1877 dans la même ville, est un médecin français.

## Biographie
Élie Gintrac naît à Bordeaux le 9 novembre 1791. Après un diplôme de l’École élémentaire de médecine de sa ville natale obtenu à l'âge de vingt ans, il part achever ses études à Paris, où il soutient en 1814 une thèse consacrée à la cardiopathie congénitale qu'on nomme alors « maladie bleue ».
Il s'installe à Bordeaux, enseignant en parallèle l’anatomie à l’école de médecine Saint-Côme, où il devient titulaire de la chaire d’anatomie et de physiologie en 1819. Nommé secrétaire de l'école de Médecine en 1821, il organise la fusion des deux établissements en 1829, qui deviennent l'École royale de médecine de Bordeaux. Il en démissionne en 1830, refusant par légitimisme de reconnaître le roi Louis-Philippe. En 1833, il soigne la duchesse de Berry, belle-fille de Charles X emprisonnée à la citadelle de Blaye,.
En 1834 il devient médecin adjoint du tout moderne hôpital Saint-André, qui peut accueillir 620 patients. Professeur de clinique interne à École de médecine, il a une réputation de rigueur et de clarté. En 1841, il publie les Fragments de médecine clinique et d’anatomie pathologique. Son mémoire De l'influence de l'hérédité sur la production de la surexcitation nerveuse, sur les maladies qui en résultent et les moyens de les guérir lui vaut en 1843 le prix de l'Académie Royale de Médecine. Dix ans plus tard en 1853, paraissent les neuf volumes de son Cours théorique et clinique de pathologie interne et de thérapie médicale, bible du savoir médical d'alors.
Il dirige l'école de 1846 à sa retraite en 1871, et œuvre pour la transformer en Faculté de médecine (la décision ne sera prise qu'en 1874).
Ses champs de recherche portent sur la tératologie, les maladies mentales (il étudie les névralgies, les chorées, l'épilepsie, la manie, l'hystérie ou l'hypocondrie), les maladies de peau. Il décrit et nomme la sclérodermie en 1847.
Il est adjoint correspondant de l'Académie nationale de médecine en 1825, membre correspondant de l'Académie des sciences de 1864 à 1877, et élu associé national de l'Académie nationale de médecine en 1877.

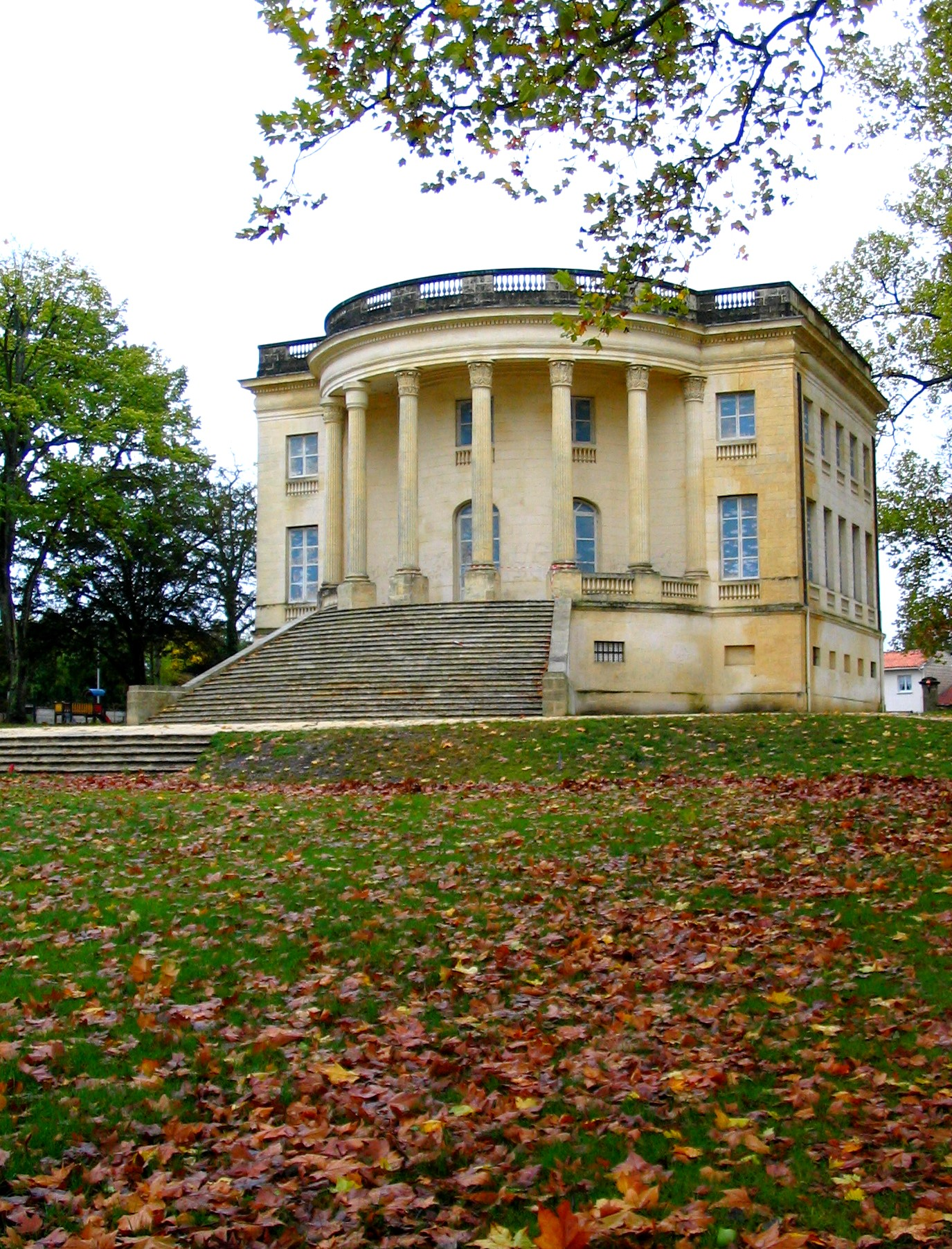
La Maison carrée d'Arlac à Mérignac.

D'après un contemporain, Élie Gintrac est « de taille moyenne, mais de prestance bourgeoise. Sa voix douce et sonore posséd[e] un accent gascon : ses yeux bleus pétill[ent] derrière de vastes lunettes ». Il habite rue du Parlement-Sainte-Catherine, puis après sa retraite à 80 ans la Maison carrée d'Arlac, à Mérignac, où il cultive des vers à soie et élève des serpents pour en prélever les venins. Il a plusieurs enfants dont un fils Henri né en 1820 qui suit une carrière similaire, se spécialisant en anatomie et en épidémiologie et devenant doyen de la faculté de médecine de Bordeaux. Élie meurt en décembre 1877 à l’âge de 86 ans, suivi l'année suivante par son fils Henri.

## Publications
- Recherches analytiques sur diverses affections dans lesquelles la peau présente une coloration bleue, et en particulier sur celles que l'on a désignées sous les noms de cyanose ou maladie bleue, Paris, 18 août 1814
- Observations et recherches sur la cyanose ou maladie bleue, Paris, impr. de J. Pinard, 1824
- Observations sur les principales eaux sulfureuses des Pyrénées, Bordeaux, Faye, 1841 (lire en ligne)
- Fragments de médecine clinique et d’anatomie pathologique, 1841
- De l'influence de l'hérédité sur la production de la surexcitation nerveuse, sur les maladies qui en résultent et les moyens de les guérir, 1843
- Cours théorique et clinique de pathologie interne et de thérapie médicale, 1853
- Note sur la mélastéarrhée (stearrhaea nigricans), Bordeaux, impr. de G. Gounouilhou, 1859
- Considérations sur la cyclocéphalie, Bordeaux, impr. de G. Gounouilhou, 1860
- Étude anatomo-pathologique sur l'hydroméningocélie, Bordeaux, impr. de G. Gounouilhou, 1860
- De la Méningite rhumatismale, Bordeaux, impr. de G. Gounouilhou, 1865[1],[5]

## Hommages
- Chevalier de la Légion d'honneur (1843)
- Officier de la Légion d'honneur (1868)[6]

À Bordeaux une rue est nommée en son honneur.